# Sphaenorhynchus platycephalus
Sphaenorhynchus platycephalus és una espècie de granota de la família dels hílids. Curiosament, aquesta espècie només es coneix d'una localitat tipus inespecificada d'Amèrica del Sud. D'aquesta manera, no s'ha tornat a trobar i tampoc se sap el seu volum poblacional.
Probablement es tracta d'una espècie aquàtica amb reproducció mitjançant desenvolupament larvari lliure. Actualment no és possible deduir més informació sobre l'espècie.